# Bilczyn
Bilczyn (ukr. Більчин) – wieś na Ukrainie, w obwodzie chmielnickim, w rejonie szepetowskim, w hromadzie Zasław. W 2001 liczyła 406 mieszkańców.